# Monstera dubia
Monstera dubia — вид квіткових рослин роду монстера (Monstera) родини ароїдних (Araceae).

## Поширення
Вид поширений в Центральній та Південній Америці від Гондурасу до Перу та Північної Бразилії. Росте у тропічних вологих лісах.